# Ranunculion fluitantis

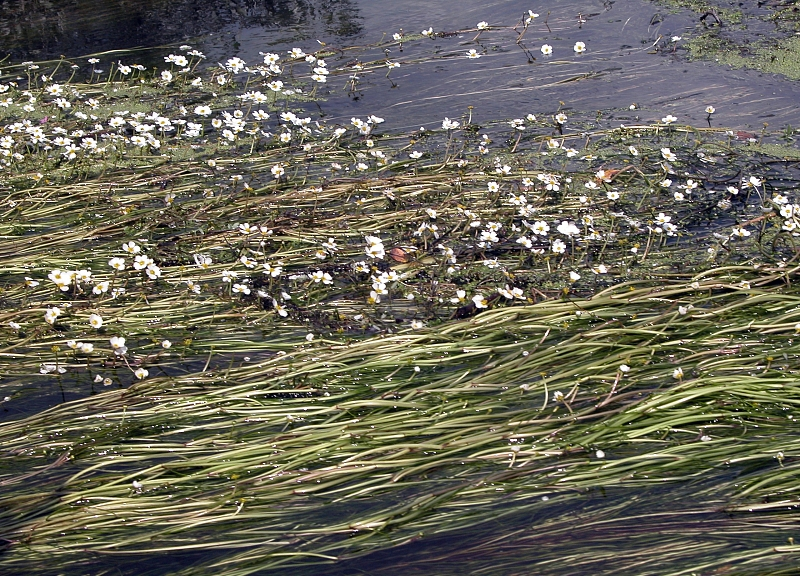
Flutender Wasserhahnenfuß im FFH-Gebiet Taubergießen, Elz und Ettenbach

Das Ranunculion fluitantis, alternativ mit den synonymen Namen Batrachion fluitantis oder Callitricho-Batrachion bezeichnet, ist eine Pflanzengesellschaft im Rang eines Verbands, in dem die Unterwasservegetation aus flutenden Wasserpflanzen in Fließgewässern zusammengefasst wird. Die Pflanzengesellschaft ist benannt nach dem Flutenden Wasserhahnenfuß (Ranunculus fluitans, syn. Batrachium fluviatilis), der, zusammen mit anderen Wasserhahnenfuß-Arten (Ranunculus Sektion oder Untergattung Batrachium) kennzeichnend für die Vegetation ist.

## Zuordnung im pflanzensoziologischen System
- Klasse der Potamogetonetea (Wasserpflanzengesellschaften des Süßwassers). Der Name wird, vereinfachend, oft als Potametea abgekürzt.
- Ordnung der Potamogetonetalia (Süßwasser-Laichkraut-Gesellschaften). Der Name wird, vereinfachend, oft als Potametalia abgekürzt, da der vollständige Name schwer auszusprechen ist.

## Name
Der Name Ranunculion fluitantis bezieht sich auf den Flutenden Wasserhahnenfuß (wissenschaftlich: Ranunculus fluitans). An der Endung -ion erkennt man, dass es sich um einen pflanzensoziologischen Verband handelt.
Der Verband wurde, als Batrachion fluitantis, im Jahr 1959 durch den tschechischen Vegetationskundler Robert Neuhäusl beschrieben. Der Name Ranunculion fluitantis wurde zwar schon 1922 durch Pierre Allorge in ähnlichem Sinne eingeführt, allerdings hatte dieser seiner Beschreibung keine Vegetationsaufnahmen beigefügt, was seinen Namen nach den pflanzensoziologischen Nomenklaturregeln eigentlich ungültig machen würde. Da die Sektion Batrachium, auf die sich der vermutlich valide Name bezieht, teilweise als eigenständige Gattung, teilweise als Bestandteil der Gattung Ranunculus geführt wird, sind in der Fachliteratur bis heute beide Namen weit verbreitet. Es ist darauf hinzuweisen, dass sich der Name einer Pflanzengesellschaft nicht automatisch ändert, wenn sich der wissenschaftliche Name der kennzeichnenden Art verändert. 1964 führten die Niederländer Chris den Hartog und Sam Segal eine weitere Klassifikation der Wasserpflanzen-Vegetation ein, in der sie einen Verband Callitricho-Batrachion neu benannten (nach Ranunculus subgen. Batrachium und den Wassersternen der Gattung Callitriche sect. Callitriche, insbesondere Callitriche hamulata), von welchem das Ranunculion fluitantis nur ein Unterverband sei. Nach heutiger Auffassung ist ihr Name allerdings synonym.
Die abgekürzte Schreibweise „Ranunculion“ sollte für den Verband nicht verwendet werden, weil es mit dem von Harro Passarge eingeführten Ranunculion aquatilis einen weiteren, unabhängigen Verband gibt, der eine Vegetationseinheit stehender Gewässer beschreibt, so dass dieser Name missverständlich wäre. Das Callitricho-Batrachion von den Hartog und Segal bezieht sich zum Teil auf diesen, so dass die Zuordnung bei Verwendung dieses Namens nicht eindeutig ist.

## Natura 2000 und FFH-Richtlinie
Entsprechend der Richtlinie 92/43/EWG (Fauna-Flora-Habitat-Richtlinie), Anhang I, wurde der Lebensraumtyp mit dem Code 3260 definiert als:
Natura-Code: 3260
Flüsse der planaren bis montanen Stufe mit Vegetation des Ranunculion fluitantis und des Callitricho-Batrachion

## Lebensraumtyp
Der durch die Pflanzengesellschaft Ranunculion fluitantis gekennzeichnete Lebensraumtyp findet sich in Bächen der hügeligen Mittelgebirge oder des flachen Tieflandes.
Der Untergrund dieser Bäche kann fein, schlicksandig sein oder auch aus Schotter und Fels bestehen.
Das Wasser kann in Gräben und Altarmen mit geringer Geschwindigkeit fließen oder in Gebirgsbächen schnell dahin strömen.
Der Flutende Wasserhahnenfuß kann in Gesellschaft auftreten mit Schild-Wasserhahnenfuß, Pinselblättrigem Wasserhahnenfuß,
Haarblättrigem Wasserhahnenfuß, Gewöhnlichem Wasserhahnenfuß, Einfachem Igelkolben, Berle, Gewöhnlichem Pfeilkraut, Wassersternarten, Wechselblütigem Tausendblatt, Knoten-Laichkraut, Kamm-Laichkraut.
Diese Pflanzengesellschaft dient als Lebensraum für die folgenden Tierarten: Bachneunauge, Westgroppe, Schlammpeitzger, Steinbeißer, Gebänderte Prachtlibelle, Blauflügel-Prachtlibelle, Grüne Keiljungfer, Steinfliege, Köcherfliegen, Flussperlmuschel, Fischotter, Eisvogel, Flussuferläufer, Uferschwalben, Wasseramsel und Gebirgsstelze.

## Rote Liste der Pflanzengesellschaften Deutschlands (Rennwald 2000)
Ranunculion fluitantis befindet sich in der Roten Liste gefährdeter Pflanzengesellschaften Deutschlands.
Sie ist aufgeführt als Verband mit der Kategorie "1 = vom Verschwinden bedroht".